# Fingal
|  | No s'ha de confondre amb Fionn mac Cumhaill. |

|  | Aquest article tracta sobre el comtat irlandès. Si cerqueu el cràter de l'asteroide (243) Ida, vegeu «Fingal (cràter)». |

Fingal (English pronunciation: /ˈfɪŋɡəl/ o FINGgəl, derivat del gaèlic irlandès: Fine Gall "tribus estrangeres", referint-se als normands) és un comtat administratiu de la República d'Irlanda que formava part del tradicional comtat de Dublín, a la província de Leinster, i que forma part de l'àrea del Gran Dublín. La capital és Swords. Hi ha alguns assentaments rurals a les zones nord i oest del comtat. El lema de l'escut d'armes de Fingal és Flúirse Talaimh is Mara (Abundància de terra i aigua). Limita amb el comtat de Meath al nord, amb el comtat de Kildare a l'oest i amb la ciutat de Dublín al sud. A Strawberry Beds el riu Liffey separa el comtat del de Dublín Sud.

## Ciutats
Les principals ciutats són:
| Ciutat         | Població |
| -------------- | -------- |
| Blanchardstown | 63.120   |
| Swords         | 33.998   |
| Castleknock    | 21.457   |
| Balbriggan     | 15.559   |
| Malahide       | 14.937   |
| Rush           | 8.286    |
| Howth          | 8.196    |
| Skerries       | 9.535    |
| Portmarnock    | 8.979    |
| Donabate       | 5.499    |

(Cens de 2006)

## Política
Després de les eleccions municipals de 2009 la composició del consell del comtat és:
| Partit          | Escons |
| --------------- | ------ |
| Labour Party    | 9      |
| Fine Gael       | 6      |
| Fianna Fáil     | 4      |
| Socialist Party | 3      |
| Independents    | 2      |

## Música
Hi ha una òpera amb aquest nom Fingal escrita a Milà l'any 1855, pel compositor italià Francesco Chiaromonte.